# Bartholomew de Burghersh, 2. Baron Burghersh

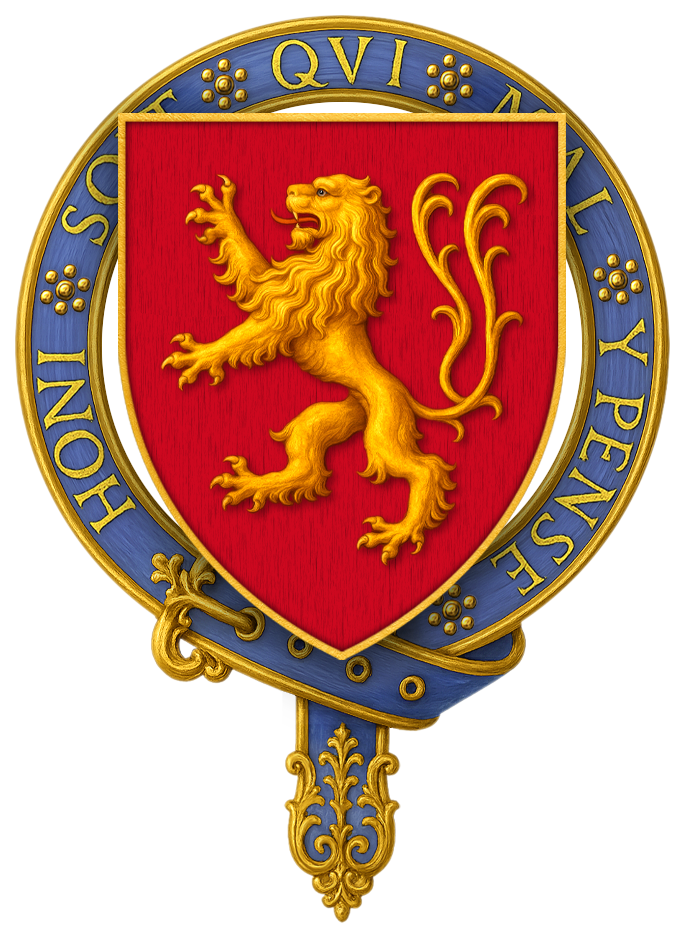
Wappen des Bartholomew de Burghersh, 2. Baron Burghersh

Bartholomew de Burghersh, 2. Baron Burghersh (* vor 1324; † 5. April 1369) war ein englischer Adliger.
Er war der Sohn und Erbe des Bartholomew de Burghersh, 1. Baron Burghersh (vor 1304–1355) aus dessen Ehe mit Elizabeth de Verdun, Tochter des Theobald de Verdon, 2. Baron Verdon.
Im Hundertjährigen Krieg nahm erstmals 1339 am Feldzug König Eduard III. nach Frankreich teil und kämpfte 1342 bis 1343 in der Bretagne. 1346 gehörte er zum Gefolge des jungen „schwarzen Prinzen“ Edward of Woodstock und begleitete diesen fortan auf nahezu allen seinen Feldzügen. Er kämpfte an dessen Seite 1346 in der Schlacht bei Crécy und 1356 in der Schlacht von Poitiers. Am 23. April 1348 nahm ihn König Eduard III. als Gründungsmitglied in den Hosenbandorden auf.
1354 unternahm er eine Pilgerreise ins Heilige Land und erbte 1355 beim Tod seines Vaters dessen Adelstitel als 2. Baron Burghersh.
Vor 1335 hatte er Cecilia († 1354), Erbtochter des Richard Weyland, geheiratet. Mit ihr hatte er eine Tochter:
- Elizabeth de Burghersh, 3. Baroness Burghersh (1342–1409) ⚭ Edward le Despenser, 1. Baron le Despenser (1336–1375).

In zweiter Ehe heiratete er spätestens 1369 Margaret († 1393), die Witwe des Henry Pichard und Schwester des Bartholomew de Badlesmere, 1. Baron Badlesmere. Diese Ehe blieb kinderlos. Da er keine Söhne hatte fiel sein Baronstitel bei seinem Tod 1369 an seine einzige Tochter aus erster Ehe. Er wurde im Augustinerstift von Walsingham in Norfolk bestattet. Seine Witwe heiratete später William Burcestre.